# دومينيك ميدير
دومينيك ميدير (بالألمانية: Dominik Mader)‏ (19 أبريل 1989 في ألمانيا - ) هو لاعب كرة قدم ألماني في مركز الوسط. لعب مع نادي آلن ونادي كوبلنتس و و1. Göppinger SV ‏ وTSV Crailsheim ‏.

## وصلات خارجية
- دومينيك ميدير على موقع قاعدة بيانات كرة القدم.إي يو (الإنجليزية)
- دومينيك ميدير على موقع بيانات كرة القدم. دي إي (الألمانية)
- دومينيك ميدير على موقع عالم كرة القدم.نت (الإنجليزية)